# Hotel Café
Hotel Café là một địa điểm nhạc sống nằm ở số 1623 Bắc Cahuenga Boulevard, thành phố Los Angeles, bang California. Nơi này trở nên nổi tiếng vì đã giúp phát triển sự nghiệp của nhiều ca sĩ kiêm nhạc sĩ mới trong những năm 2000. Địa điểm bắt đầu mở của như một quán cà phê, nhưng sau đó đạt được danh tiếng như không gian biểu diễn thân mật nơi các nhạc sĩ biểu diễn dựa trên dòng nhạc Acoustic, ví dụ như John Mayer, Adele, Damien Rice, Anna Nalick, Sara Bareilles, Katy Perry, Ingrid Michaelson, Priscilla Ahn, Charlotte Martin, Emi Meyer, Laura Jansen và Meiko. Địa điểm đã trở thành một thương hiệu, với những sản phẩm của nó như Hotel Café Tour, một hãng thu âm và hai album: Live at the Hotel Café, Volume 1, và The Hotel Café Presents...Winter Songs, có thể nghe trực tuyến tại một số dịch vụ và tải xuống tại iTunes Store.

## Timeline
Khi Hotel Café mở của vào năm 2000, nó hoạt động như một quán cà phê nơi ca sĩ kiêm nhạc sĩ đến để biểu diễn sáng tác của họ cho một số lượng khán giả nhỏ. Đồng sở hữu Maximillian Mamikunian đã nhấn mạnh rằng trong những ngày đầu mở cửa, làm ra được lợi nhuận là một thử thách. Năm 2004, nó mở rộng sang bên cạnh trong vòng tám tháng.
Hotel Café tiếp tục tổ chức những buổi biểu diễn nhạc sống bảy đêm/tuần. Những buổi biểu diễn đáng chú ý gồm có Adele, The Lumineers, Chris Martin của Coldplay, Haim, Hozier, John Mayer, Mumford và Sons, Ray Lamontagne, Damien Rice, Katy Perry, Sara Bareilles, Ingrid Michaelson, Gary Clark Jr., Fitz và The Tantrums, Ed Sheeran, Pete Townshend, Laura Marling, Imogen Heap, Billy Corgan, Lucinda Williams, Leonard Cohen, Weezer, Alanis Morissette, Tenacious D, Bruno Mars, Sia và nhiều người khác.

### Hoạt động quan trọng
Từ năm 2004, Hotel Café đã tổ chức một tour biểu diễn hàng năm dành cho một nhóm các nghệ sĩ. Những nghệ sĩ có trong các tour bao gồm Sara Bareilles, Meiko, Rachael Yamagata, Brooke Fraser và nhiều người khác. Hầu hết các điểm trong tour tại Mỹ, nhưng cũng có tour có các buổi biểu diễn tại Na Uy và Thụy Sĩ.
Trong tháng 10/2008, Hotel Café kết thúc đàm phán với iTunes, cho phép những bài hát Live from The Hotel Café có trong iTunes và có thể tải xuống từ tháng kế tiếp. Cũng vào tháng 8 cũng năm, một album của Hotel Café đã được chào bán tại hơn 2100 cửa hàng của Starbucks. Hãng thu âm của quán đã thành công với hai album Live at the Hotel Café, Volume 1 và The Hotel Café Presents...Winter Songs. Một số nghệ sĩ, bao gồm Matt Hires đã ghi âm album tại quán nhưng với một hãng thu âm khác.
Trang web của Hotel Café, cũng như chính quán đã đóng vai trò như nơi để những người đam mê âm nhạc và những chuyên gia trong ngành công nghiệp thu âm phát hiện và khai thác các tài năng mới. Meiko, một trong những ca sĩ số 1 trong dòng nhạc folk, trước đó đã được phát hiện bởi Alexandra Patsavas thông qua Hotel Café, cũng như ca sĩ kiêm nhạc sĩ người Anh Adele. Một nghệ sĩ được Patsavas ưa chuộng, Greg Laswell, đã ca ngợi môi trường hiếm có của Hotel Café.